# Elevación óptica
La elevación óptica es un análogo óptico de la elevación aerodinámica, en la que un objeto refractado curvado con superficies superiores e inferiores de forma diferente experimenta una fuerza transversal estable de la elevación cuando está colocado en un flujo uniforme de la luz.

## Descubrimiento

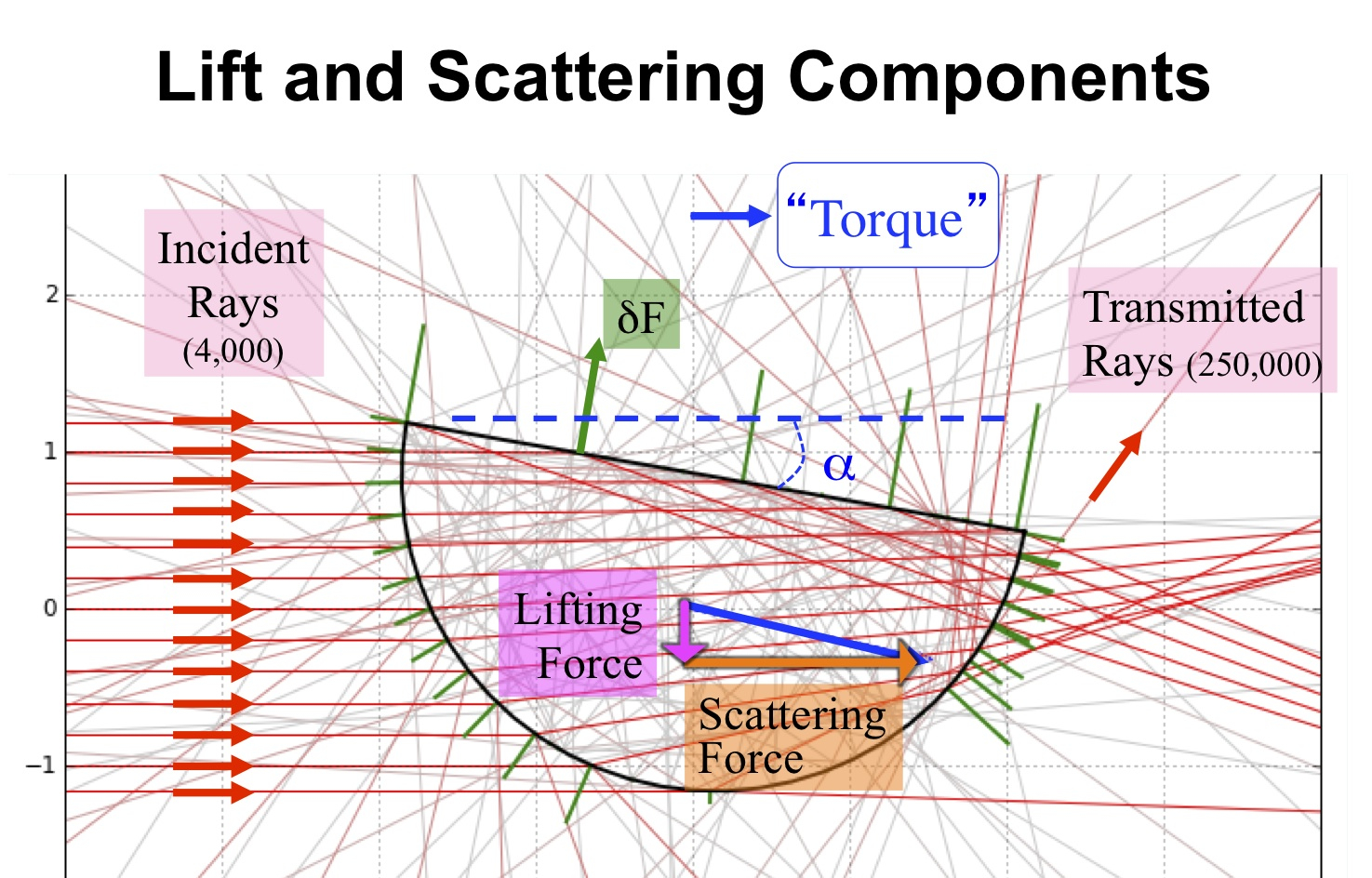
La elevación óptica es un componente de la fuerza impartida desde la luz uniforme.

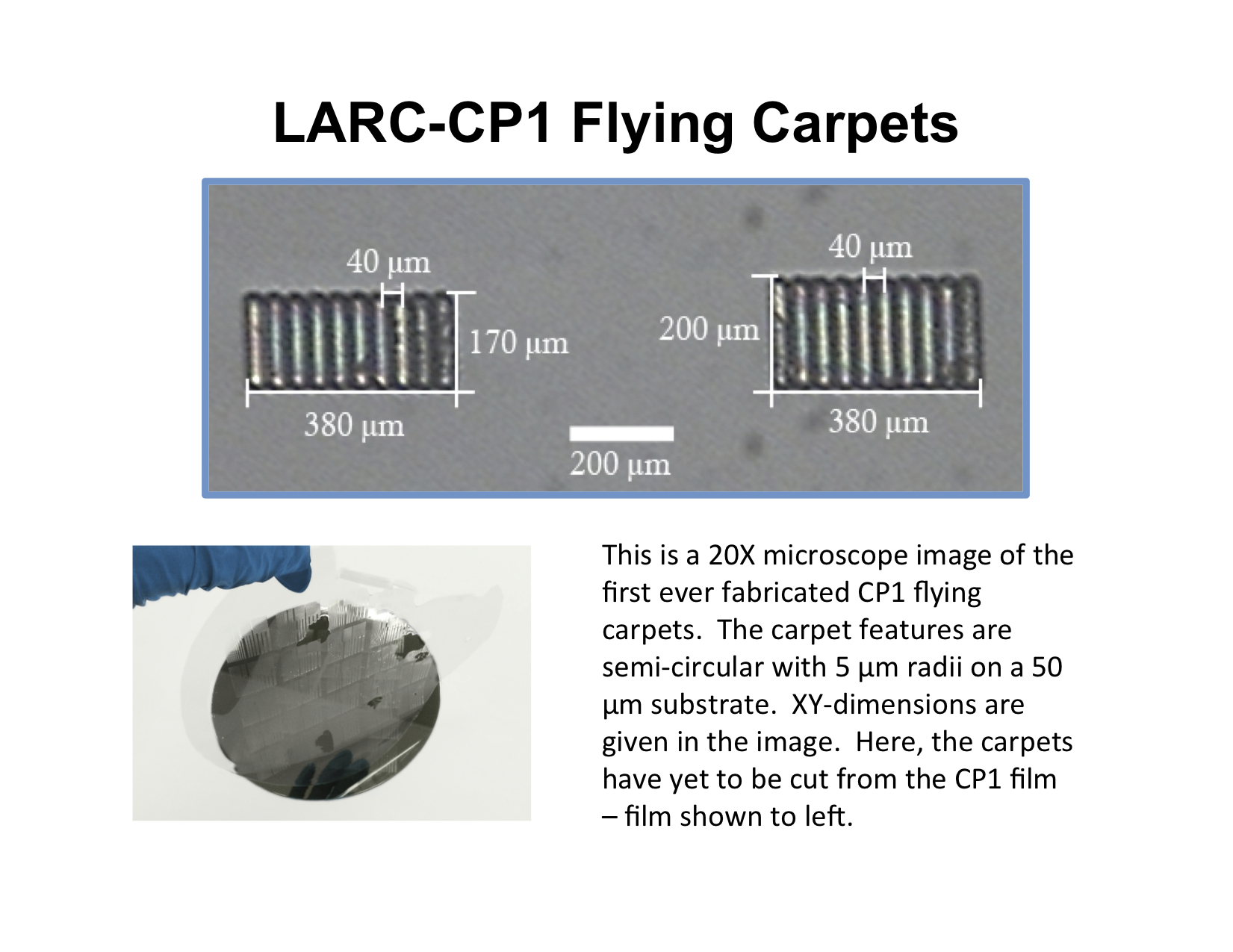
El primer CP1 fabricó alfombras voladoras

La capacidad de la luz para aplicar presión a los objetos se conoce como la presión de la radiación, que fue postulado primero en 1619 y probado en 1900. Este es el principio detrás de la vela solar, que utiliza la presión de la radiación luminosa para moverse a través del espacio. Un estudio realizado en 2010 por el físico Grover Swartzlander y colegas del Rochester Institute of Technology en Rochester, Nueva York, muestra que la luz también es capaz de crear la fuerza más compleja de "elevación", que es la fuerza generada por los aerodinámicos que hacen que un avión suba como Viaja hacia adelante. Este estudio fue publicado en diciembre de 2010 en la revista Nature Photonics. Swartzlander predijo, observó y verificó experimentalmente a una escala micrométrica que al aplicar un haz de luz láser a un vástago refractivo semicilíndrico, se torcía automáticamente en un ángulo de ataque estable y luego exhibía un movimiento uniforme.
El experimento comenzó como modelos de computadora que sugirieron cuando la luz es incidente en un objeto minúsculo formado como un ala, una fuerza de levantamiento estable se aplica a la partícula. Entonces los investigadores decidieron hacer experimentos físicos en el laboratorio, y crearon las barras minúsculas, transparentes, micrometer-clasificadas que eran planas en un lado y redondeadas en el otro, algo como las alas del aeroplano. Sumergieron los lightfoils en agua y los bombardearon con luz láser infrarroja de 130 mW desde debajo de la cámara. La presión de la radiación empuja las partículas a lo largo de la dirección de propagación, esto se llama la fuerza de la dispersión, pero la excitación vino cuando las partículas fueron forzadas al lado en una dirección perpendicular a la dirección de la luz de propagación. La fuerza transversal sobre las partículas es la fuerza de elevación. Los investigadores descubrieron no sólo que las varillas experimentaron una elevación estable, sino que, dependiendo del índice de refracción, la varilla podía tener hasta dos ángulos de ataque estables que giraba cuando se exponía a la luz láser. Las esferas simétricas probadas no exhibieron este mismo efecto de elevación.
En la elevación óptica, creada por un "hoja de luz", la elevación se crea dentro del objeto transparente mientras que la luz brilla a través de él y es refractada por sus superficies internas. En las barras de luz, una mayor proporción de hojas de luz en una dirección perpendicular a la viga y, por lo tanto, este lado experimenta una mayor presión de radiación y, por tanto, levante.

## Usos potenciales

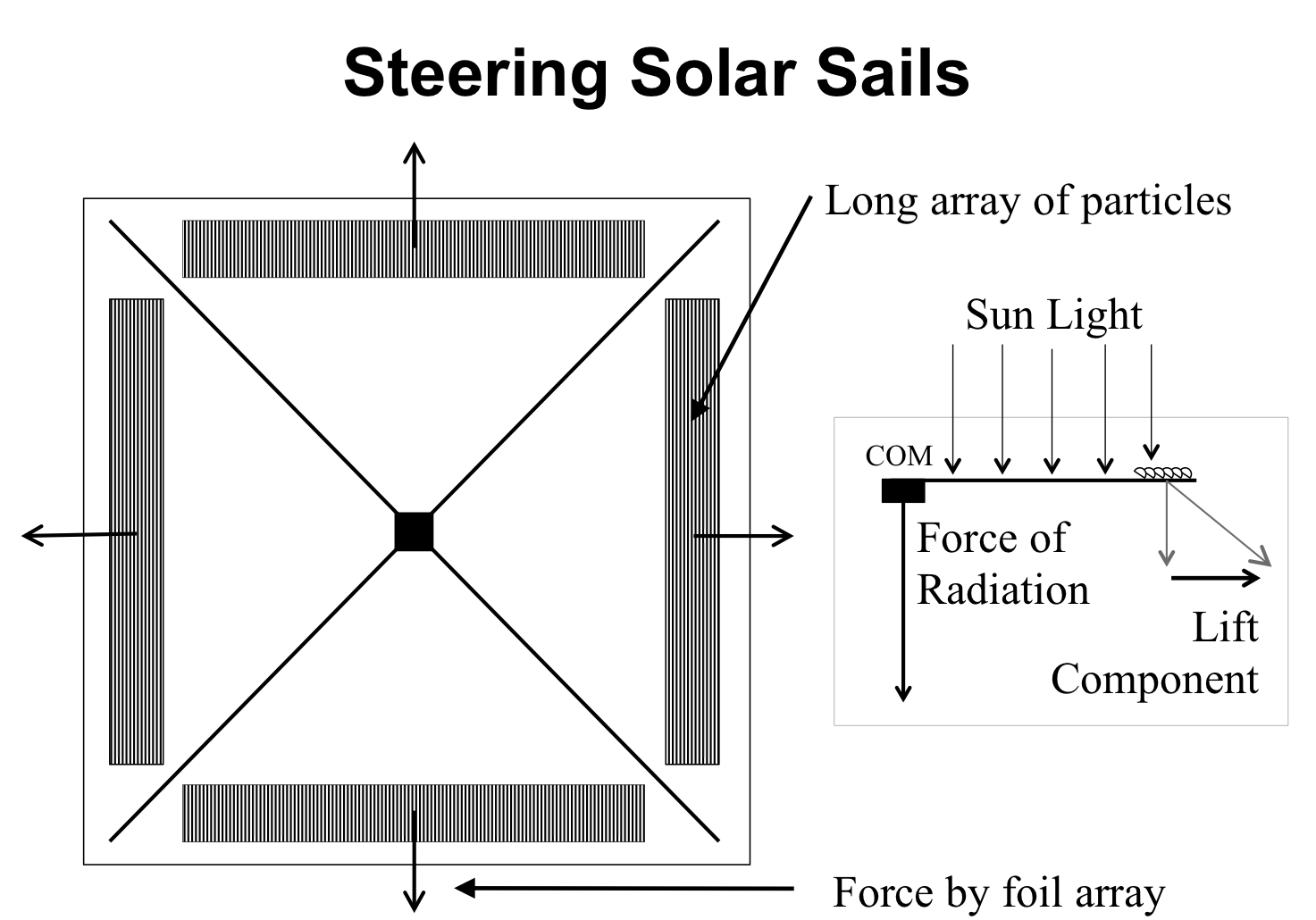
Uso de elevación óptica para dirigir velas solares

El descubrimiento de 2010 de elevación óptica estable es considerado por algunos físicos como "más sorprendente". A diferencia de las pinzas ópticas, no se requiere un gradiente de intensidad para conseguir una fuerza transversal. Por lo tanto, muchas varillas pueden ser levantadas simultáneamente en un único haz de luz casi uniforme. Swartzlander y su equipo proponen el uso de elevadores ópticos para impulsar micromáquinas, transportar partículas microscópicas en un líquido, o para ayudar en la auto alineación y la dirección de las velas solares, una forma de propulsión espacial para el viaje espacial interestelar. Las velas solares se diseñan generalmente para accionar luz para "empujar" una nave espacial, mientras que Swartzlander diseñó su lightfoil para levantar en una dirección perpendicular; Esto es donde la idea de poder dirigir una nave espacial futura de la vela solar se puede aplicar.
Swartzlander dijo que el siguiente paso sería probar las pistas de luz en el aire y experimentar con una variedad de materiales con diferentes propiedades refractivas y con luz incoherente.